# Шлезвіг (Айова)
Шлезвіг (англ. Schleswig) — місто (англ. city) в США, в окрузі Кроуфорд штату Айова. Населення — 830 осіб (2020).

## Географія
Шлезвіг розташований за координатами 42°9′38″ пн. ш. 95°26′5″ зх. д. / 42.16056° пн. ш. 95.43472° зх. д. (42.160517, -95.434657).  За даними Бюро перепису населення США в 2010 році місто мало площу 3,39 км², з яких 3,36 км² — суходіл та 0,03 км² — водойми.

## Демографія
Згідно з переписом 2010 року, у місті мешкали 882 особи в 377 домогосподарствах у складі 246 родин. Густота населення становила 260 осіб/км².  Було 419 помешкань (123/км²).
Расовий склад населення:
| - 92,9 % — білих - 0,6 % — чорних або афроамериканців - 0,1 % — вихідців з тихоокеанських островів - 0,1 % — азіатів - 4,4 % — осіб інших рас |

До двох чи більше рас належало 1,9 %. Частка іспаномовних становила 6,9 % від усіх жителів.
За віковим діапазоном населення розподілялося таким чином: 25,3 % — особи молодші 18 років, 53,7 % — особи у віці 18—64 років, 21,0 % — особи у віці 65 років та старші. Медіана віку мешканця становила 43,8 року. На 100 осіб жіночої статі у місті припадало 92,2 чоловіків;  на 100 жінок у віці від 18 років та старших — 92,7 чоловіків також старших 18 років.
Середній дохід на одне домашнє господарство  становив 62 825 доларів США (медіана — 50 278), а середній дохід на одну сім'ю — 74 284 долари (медіана — 58 182). Медіана доходів становила 42 404 долари для чоловіків та 25 417 доларів для жінок. За межею бідності перебувало 13,7 % осіб, у тому числі 25,3 % дітей у віці до 18 років та 11,1 % осіб у віці 65 років та старших.
Цивільне працевлаштоване населення становило 398 осіб. Основні галузі зайнятості: виробництво — 25,1 %, роздрібна торгівля — 14,1 %, освіта, охорона здоров'я та соціальна допомога — 13,6 %.